# Strigova (Bosanska Dubica, BiH)
Strigova je naseljeno mjesto u sastavu općine Bosanska Dubica, Republika Srpska, BiH.

## Stanovništvo
| Strigova           |              |
| godina popisa      | 1991.        |
| Srbi               | 351 (99,15%) |
| Hrvati             | 0            |
| Muslimani          | 0            |
| Jugoslaveni        | 0            |
| ostali i nepoznato | 3 (0,85%)    |
| ukupno             | 354          |